# Universität der Algarve
Die Universität der Algarve (portugiesisch: Universidade do Algarve) ist eine staatliche Universität und Gesamthochschule in Portugal mit ca. 10.000 Studenten (2005) und Sitz in der Stadt Faro.
Die Universität wurde Ende der 1970er Jahre durch den Staat gegründet. Mitte der 1980er Jahre wurde das Polytechnische Institut Faro (Instituto Politécnico de Faro) in die Universität eingegliedert, wobei dessen volle Autonomie innerhalb der Universität bis heute beibehalten wurde. Die Universität der Algarve ist insofern in zwei intern unabhängige Abteilungen gegliedert, die Ausbildungswege im Rahmen des Polytechnikums (Fachhochschule) und der Universität anbieten. Die Hochschule gliedert sich folglich auch in zwei getrennte Standorte innerhalb von Faro.
Fakultäten auf dem Campus Gambelas (Universität)
- Human- und Sozialwissenschaften (Humanas e Sociais)
- Meeres- und Umweltwissenschaften (Mar e Ambiente)
- Naturschutz (Recursos Naturais)
- Wirtschaftswissenschaften (Economia)

Fakultäten auf dem Campus Penha (Politechnikum)
- Hotellerie und Tourismus (Hotelaria e Turismo)
- Informationstechnik (Tecnologia de Informática)
- Medizin (Medicina)
- Naturwissenschaften (Tecnologia)
- Erziehungswissenschaften (Educação)

Daneben bestehen noch weitere gemeinsame universitäre Einrichtungen auf den Campen Ciências da Saúde und Portimão. Die Universität ist europaweit bekannt für ihre Grundstudiumskurse Meeresbiologie, Fischerei und Ozeanografie. Rektor der Universität ist Adriano Lopes Gomes Pimpão.

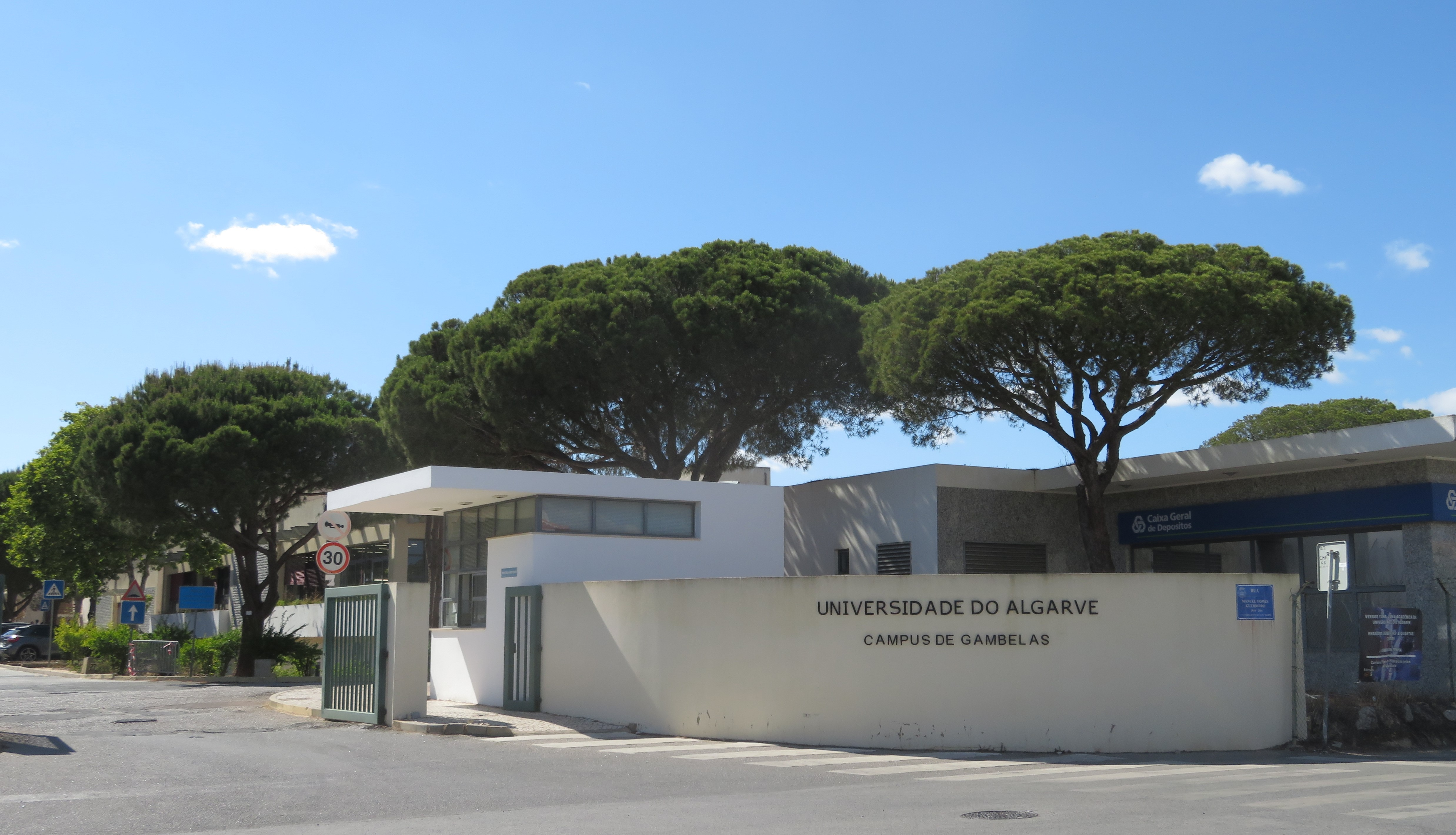
Eingang zum Campus Gambelas
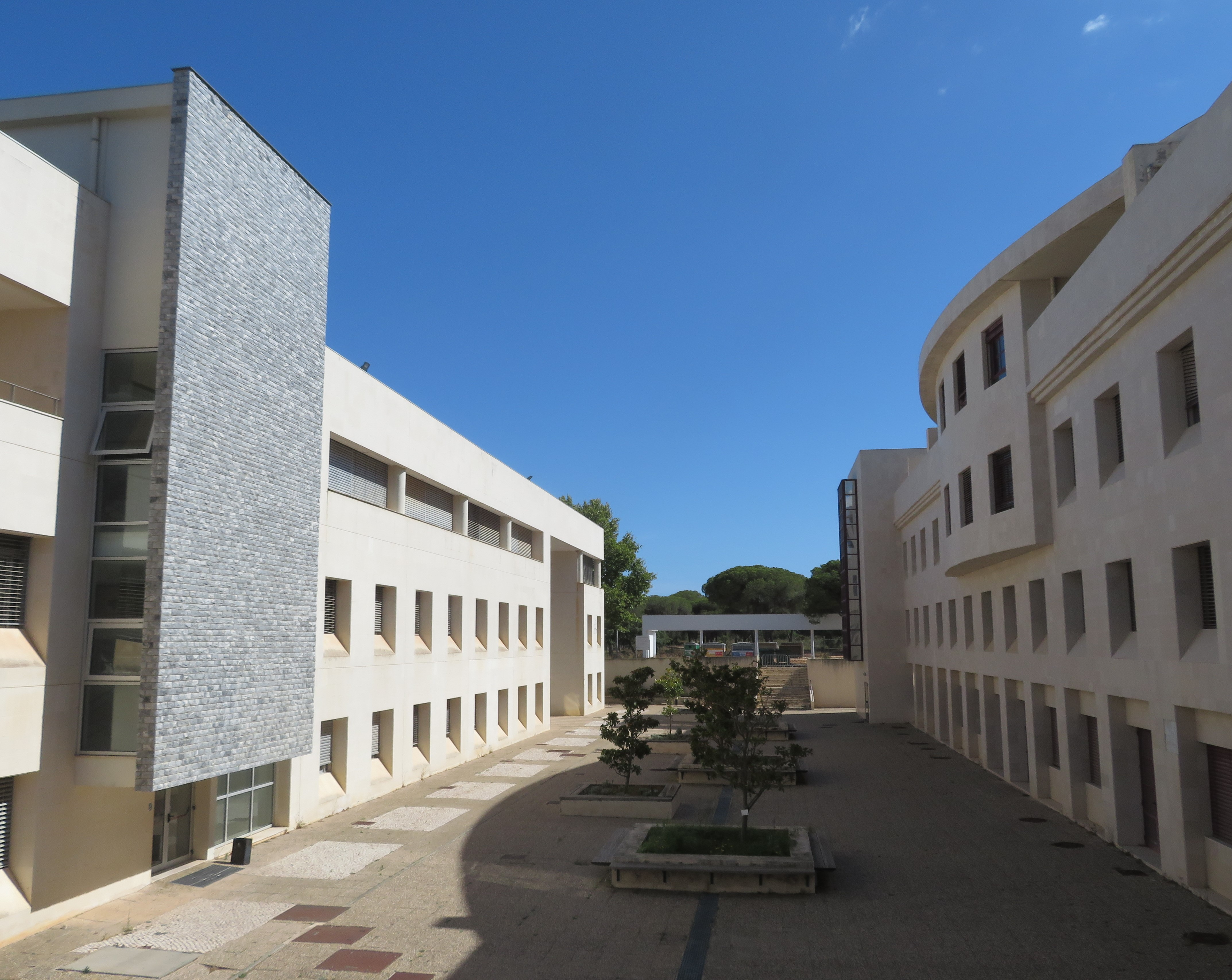
Campus Gambelas
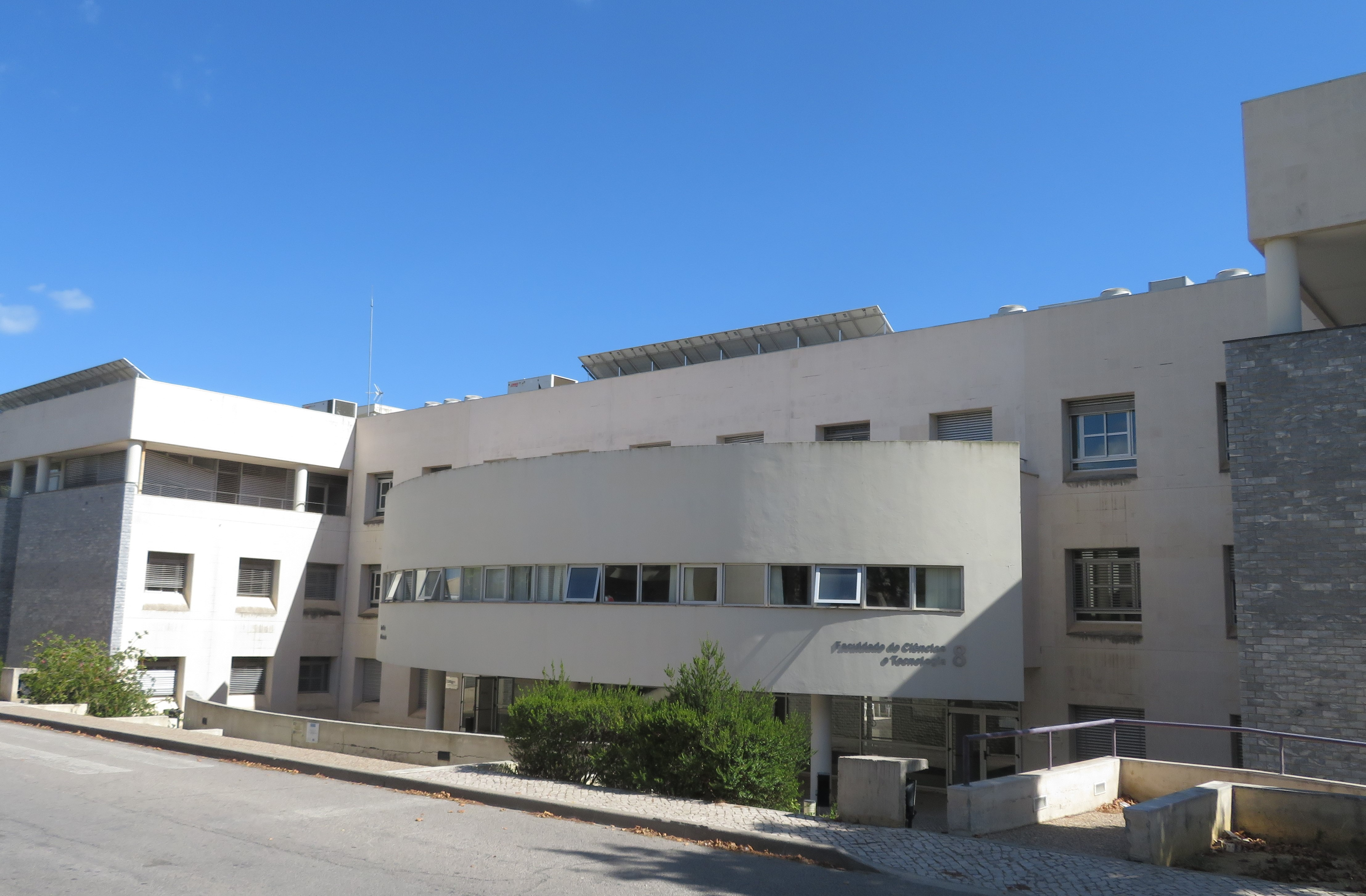
Campus Gambelas
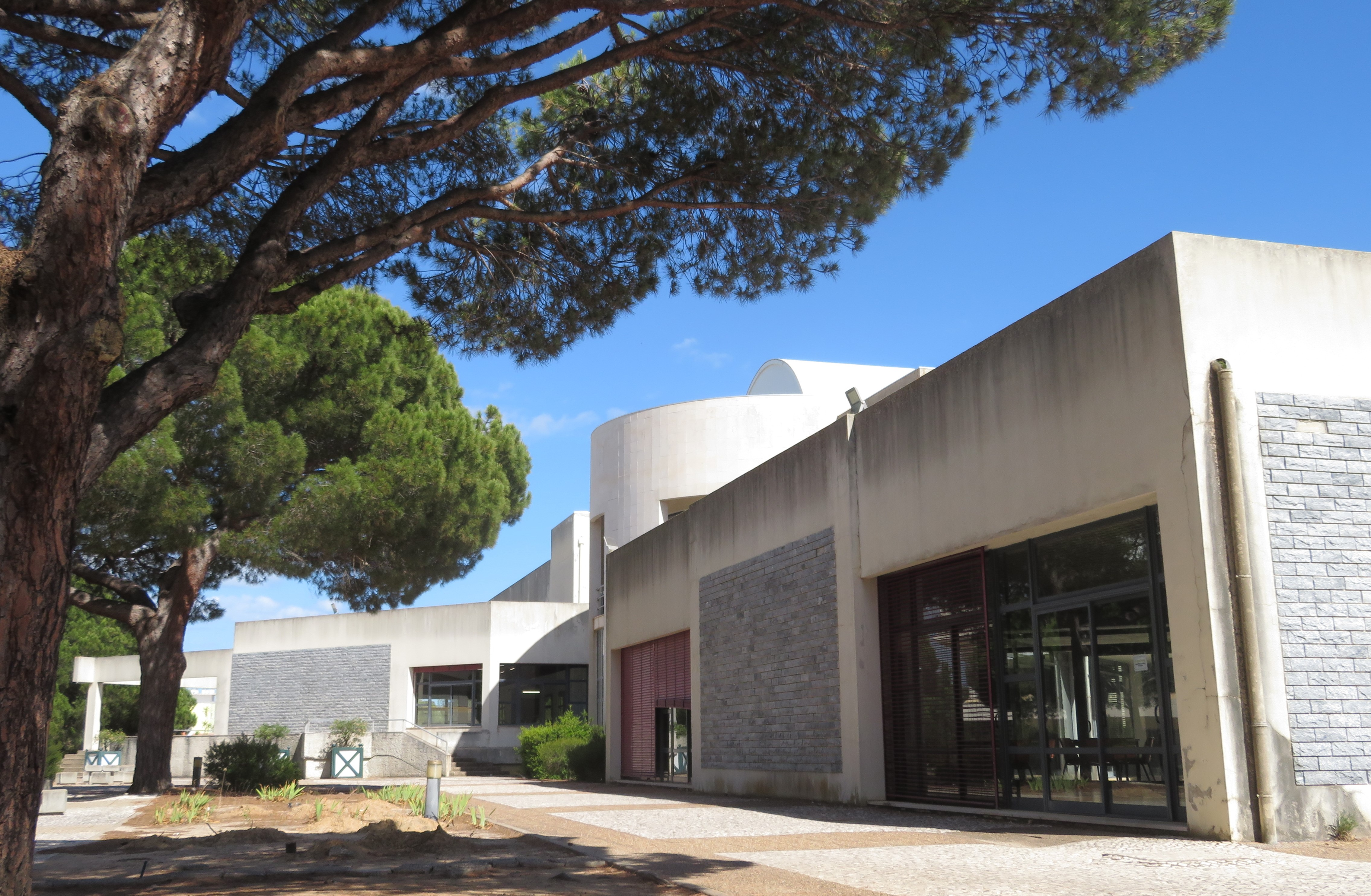
Campus Gambelas